# Austin A35
L'A35 è un'autovettura compact prodotta dall'Austin a partire dal 1956, quale erede dell'A30.

## Storia
Le differenze maggiori dell'A35 con la sua antenata stanno principalmente nel motore, un 4 cilindri di 948 cm³, la cui potenza venne incrementata a 35 CV (da cui deriva il nome A35); e nel cambio a 4 marce, con un miglioramente dei rapporti. Cio garantì un miglioramento delle prestazioni in generale. Nel 1956 un esemplare venne testato dalla rivista The Motor, che rilevò una velocità massima di 115 km/h (72 mph) e un'accelerazione da 0 a 100 di 30,1 secondi, con un consumo di carburante di 41,5 miglia per gallone imperiale.
Per quanto riguarda le differenze estetiche, si ha un'apertura del lunotto più ampia e calandra verniciata con bordi cromati, anziché interamente cromata. Anche le varianti di carrozzeria erano pressoché le stesse, ossia: berlina due o quattro porte, familiare Countryman e furgonetta. Venne proposta anche una versione pick-up, che però vendette soli 477 esemplari.
Venne sostituita nel 1959 dall'A40 Farina, tuttavia, la familiare venne prodotta fino al 1962 e la furgonetta addirittura fino al 1968. In totale, vennero prodotti più di 280 mila esemplari complessivi.